# 松井計
松井 計（まつい けい、1958年7月5日 - ）は、愛媛県八幡浜市出身の元小説家、元ホームレス。

## 来歴
横浜市神奈川区六角橋に生まれる。愛媛県立八幡浜高等学校卒。亜細亜大学経営学部を6年かけて卒業後、古書店勤務などを経て作家活動に入る。身長151cm。
1994年ごろ、若桜木虔が主催する作家集団、霧島那智に参加。松井永人（まつい　えいじん）名義義で架空戦記小説や時代小説を発表する。2001年、住宅トラブルに、予定していた単行本の出版中止などが一挙に重なったため経済的に困窮し、借金を負い、幼い娘と身重の妻を福祉施設に預け、自らはホームレス生活を余儀なくされる。その後妻とは離婚。その半年間の体験を綴った『ホームレス作家』（幻冬舎刊）を上梓して以降、本名の松井計で作品を発表するようになった(著書の印税の半額を幻冬舎より前借りしたと「ホームレス作家」の続編「ホームレス失格」に記されている)また、「特定非営利活動法人面接交流の会」設立理事長職に就くも「ある事情」により即辞任。その後も、『ホームレス失格』『家族挽回』など自らの経験に基づくセルフ・ドキュメンタリーを「私ドキュメント」と称して発表しつづけた。2012年以降は目立った著作もなく、事実上引退。現在の活動は非公開のTwitterのみとなっている。
東京地裁での和解条件を守らなかったことから若桜木虔に民事提訴され、東京高裁まで争うも、全面敗訴する。
Facebook上で度々卑猥な投稿をしており、一部フェミニストから「キモい」と批判を受けている。

## 著書

### 松井計名義
- 『華やかなる憂鬱』ピーアイピー出版, 1990.6
- 『飛べない鳥たちの冬 逆説としての1982年』ピーアイピー出版, 1991.6
- 『ホームレス作家』（幻冬舎）2001　のちアウトロー文庫
- 『ホームレス失格』（幻冬舎）2002　のちアウトロー文庫
- 『ホームレスだったぼくから、きみたちへ 共に生きる社会を考えよう』(「生きる」ってなんだろう 磯倉哲 絵. 実業之日本社, 2003.2
- 『家族挽回――離れて暮らす娘との春夏秋冬』（情報センター出版局）2005
- 『家に帰らない男たち』（扶桑社新書）2008
- 『立ち上がる人たち』（世界文化社）2008
- 『連帯保証人』（双葉社）2008
- 『死者のいた場所: 餓死・孤独死・介護』（扶桑社）2012

### 松井永人名義
- 『死闘零戦vsアメリカ隼 : Simulation war』全2巻 双葉社, 1995.
- 『叛逆の艦隊 大東亜海戦』(Big books 青樹社, 1995.12 
  - 『北溟の艦隊 続・大東亜海戦』(Big books) 青樹社, 1996.4
  - 『疾風の艦隊 続々・大東亜海戦』(Big books) 青樹社, 1996.7
  - 『叛逆の艦隊』全3冊、ハルキ文庫
- 『血戦!帝国艦隊進撃ス 零戦隊激闘記』(Big books) 青樹社, 1995.7
- 『太平洋戦争謀略戦線』全3巻　実業之日本社

1、大成功・真珠湾奇襲大作戦 1996.6
2、大成功・ミッドウェイ撃滅大作戦 1996.9
3，大成功・米連合艦隊撃滅大作戦 1996.11
- 『連合艦隊最後の聖戦』(Hiten novels) 飛天出版, 1996.3
- 『緊急指令山本長官機を救え 極秘・太平洋「暗号」戦争』PHP研究所, 1997.6
- 『曉の覇者 山本五十六の決断』 (コスモノベルス) コスミックインターナショナル, 1998.11
- 『土方歳三北海の剣』書下し幕末ロマン (Big books) 青樹社, 1998.7
- 『東條英機暗殺!! 怒りと慟哭の戦時裏面史!!』(白石ノベルス) 白石書店, 2000.8
- 『恐怖に濡れて ホラー・サスペンス・アンソロジー』編 (双葉文庫) 2001.7

### 松島京作名義
- 本所深川謎解き控え　一番手柄（徳間書店）

※矢島誠との合作名義

## 編著書（松井永人名義）
- 恐怖に濡れて（双葉社）

## 参加アンソロジー
- 禁断の恐怖（青春出版社）

## 漫画原作
- デザートは死の香り
- 湯煙の向こうに